# Thomisus mimae
Thomisus mimae là một loài nhện trong họ Thomisidae.
Loài này thuộc chi Thomisus. Thomisus mimae được miêu tả năm 1963 bởi Sen & Basu.